# Pilosella schultesii
Pilosella schultesii là một loài thực vật có hoa trong họ Cúc. Loài này được (F.W.Schultz) F.W.Schultz & Sch.Bip. miêu tả khoa học đầu tiên năm 1862.